# Dyfrakcja

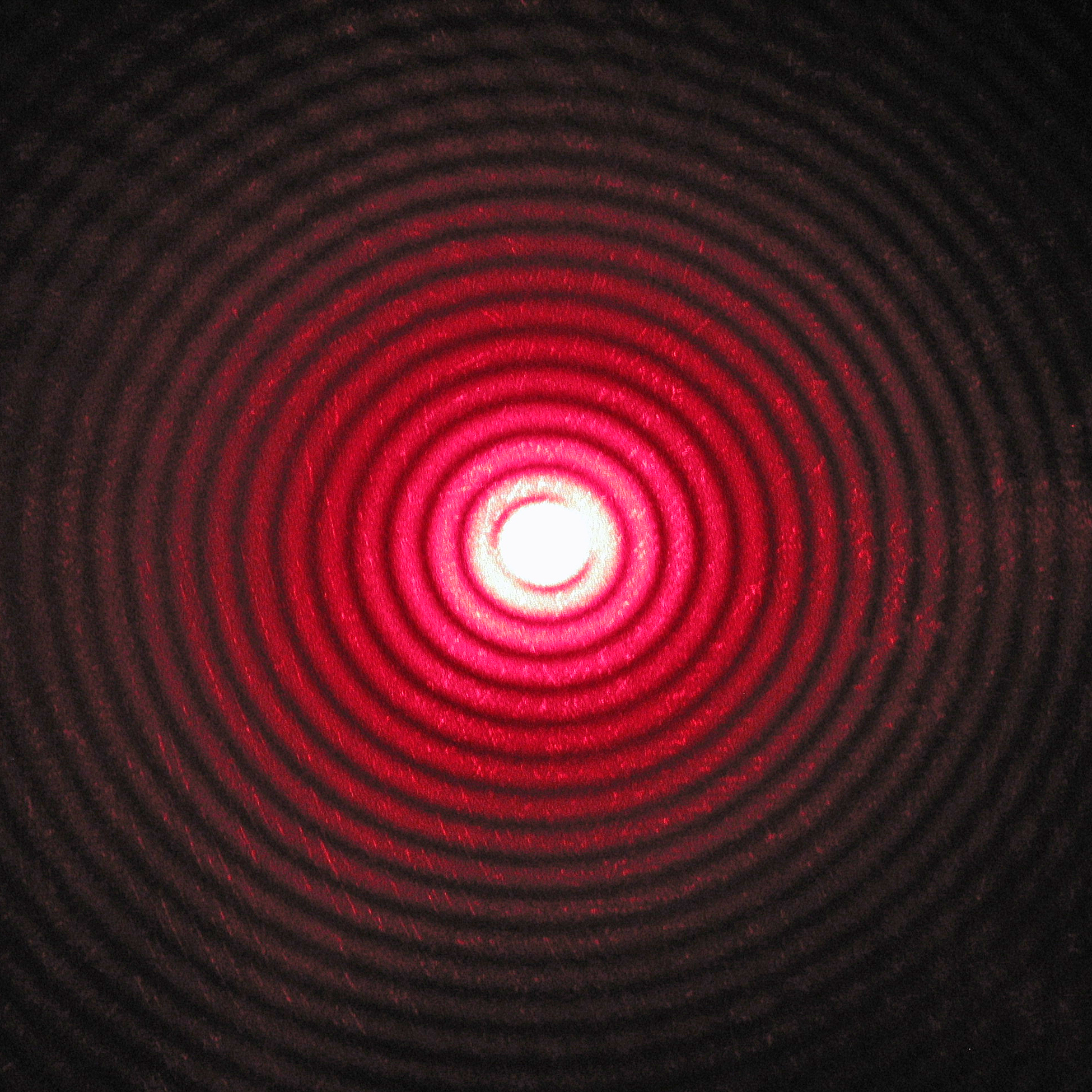
Obraz dyfrakcyjny czerwonej wiązki laserowej na ekranie po przejściu przez małą okrągłą szczelinę

Porównanie rozłożenia światła białego w wyniku dyfrakcji i dyspersji

Dyfrakcja (ugięcie fali) – zespół zjawisk związanych ze zmianą kierunku rozchodzenia się fali będący odstępstwem od praw optyki geometrycznej. Dyfrakcję w węższym znaczeniu określa się jako ugięcie światła wokół krawędzi przeszkody lub otworu w obszarze cienia przeszkody.
Dyfrakcja, jako zmiana amplitudy fali niezgodnie z prawami optyki geometrycznej, jest odpowiedzią fal na lokalną niejednorodność ośrodka, w którym się rozchodzą, oraz niejednorodności samej fali. Dyfrakcja występuje dla każdej fali o amplitudzie zmieniającej się w kierunku prostopadłym do jej biegu oraz gdy własności falowe ośrodka powodują różnicowanie amplitudy w wiązce fal (np. przysłony).
Rozpraszania dyfrakcyjne pojawiają się, gdy fala przemieszcza się przez medium o zmiennym współczynniku załamania lub gdy fala przemieszcza się przez ośrodek o zmiennej impedancji.
Efektem dyfrakcji są wzory fal niemożliwe do wyjaśnienia prawami optyki geometrycznej. Efekty dyfrakcji są wyraźnie widoczne, gdy obserwuje się falę z dokładnością porównywalną do długości fali.
Trwałe wzory dyfrakcyjne wywoływane są przez fale spójne.
Efekty zmiany kierunku ruchu i rozpraszania fal, które można wyjaśnić prawami optyki geometrycznej nie są uznawane za dyfrakcję.
Dyfrakcja występuje przy wszystkich rodzajach fal, w tym falach dźwiękowych, falach wodnych i wszystkich rodzajach fal elektromagnetycznych. Dyfrakcja występująca dla materii np. elektronów, atomów i molekuł na kryształach jest wyjaśniana przez mechanikę kwantową.
Fale dźwiękowe mają długości rzędu 1 metra, ich dyfrakcja ma decydujące znaczenie w kształtowaniu przestrzeni akustycznej i jest na równi z odbiciem dźwięku odpowiedzialna za rozprzestrzenianie się dźwięku.
Zjawisko dyfrakcji rozpatruje się jako interferencję fal cząstkowych powstających zgodnie z zasadą Huygensa.
W najprostszym przypadku rozważa się przejście światła przez niewielki otwór (szczelinę) w przeszkodzie, na którym zachodzi ugięcie fali. Ugięcie zachodzi dla każdej wielkości przeszkody (otworu), ale kąt ugięcia jest tym większy im większa jest długość fali a przeszkoda mniejsza.
Dyfrakcja używana jest do badania fal oraz obiektów o niewielkich rozmiarach, w tym i kryształów, ogranicza zdolność rozdzielczą układów optycznych.

## Mechanizm
Pełny matematyczny opis dyfrakcji wymaga analizy pola fal wzbudzonego przez źródło fal i rozchodzące się w ośrodku o określonych właściwościach falowych i sprowadza się do rozwiązania różniczkowych równań falowych dla danych warunków. Jest to zagadnienie trudne lub niemożliwe do dokładnego analitycznego rozwiązania.
Dla fali płaskiej rozchodzącej się w kierunku osi {\displaystyle x,} pomijając drugą pochodną zmiany amplitudy w kierunku rozchodzenia się fali:
{\displaystyle u=A(x,y,z)e^{-i(\omega t-kx)},}
{\displaystyle {\frac {\partial A}{\partial x}}={\frac {D}{c}}\left({\frac {\partial ^{2}A}{\partial y^{2}}}+{\frac {\partial ^{2}A}{\partial z^{2}}}\right),}
{\displaystyle D={\frac {ic}{2k}}={\frac {i\lambda c}{4\pi }}.}
Przyjmując układ odniesienia związany z poruszającą się falą, wówczas dla danego punktu fali:
{\displaystyle x=ct,}
{\displaystyle {\frac {\partial A}{\partial t}}=D\left({\frac {\partial ^{2}A}{\partial y^{2}}}+{\frac {\partial ^{2}A}{\partial z^{2}}}\right).}
Powyższe równanie jest analogiczne do równania dyfuzji w kierunku prostopadłym do kierunku rozchodzenia się fali. Współczynnik dyfuzji {\displaystyle (D),} odpowiadający za zmianę amplitudy fali w miarę jej poruszania się, jest proporcjonalny do długości fali. Urojona wartość współczynnika {\displaystyle D} prowadzi do przesunięcia fazowego fali w kierunku prostopadłym do {\displaystyle x} oraz oscylacji amplitudy w zależności od danego kierunku.
Fale elektromagnetyczne, w tym i światło, opisywane są przez równania Maxwella, amplitudą fali jest natężenie pola elektrycznego, a irradiancja jest proporcjonalna do kwadratu amplitudy natężenia pola elektrycznego.

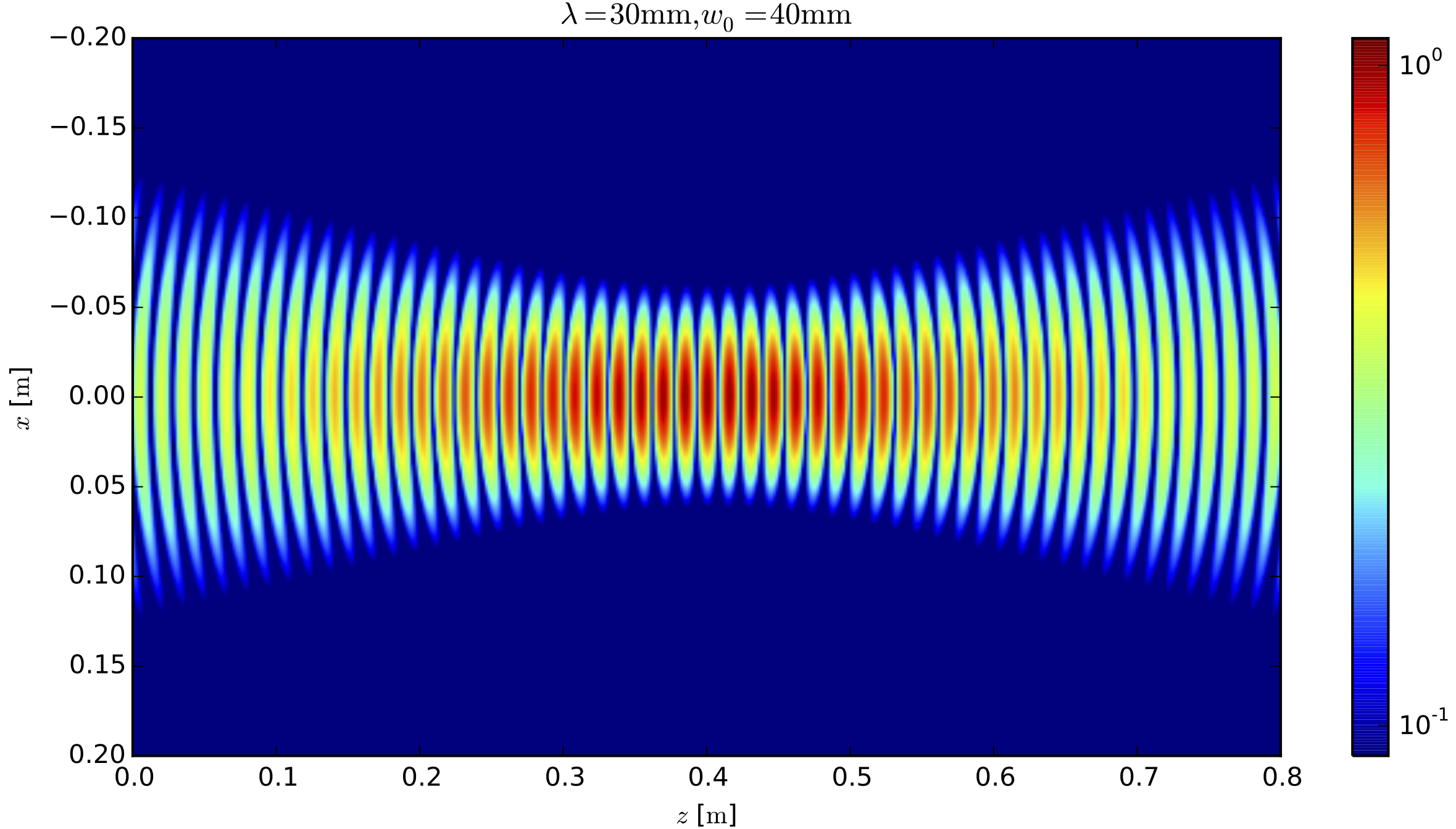
Natężenie fali wiązki Gaussa w pobliżu punktu skupienia

Szczególnym przypadkiem fali w ośrodku trójwymiarowym jest wiązka Gaussa, dla fali o takim przebiegu można rozwiązać powyższe równania. Wiązka Gaussa jest falą o symetrii osiowej, której amplituda w miejscu skupienia ma rozkład Gaussa. Dla wiązki takiej będącej falą płaską w początku układu współrzędnych z równań falowych wynika, że w miarę poruszania się w ośrodku jednorodnym wiązka pozostaje wiązką Gaussa, ale jest rozbieżna, co sprawia, że amplituda na osi wiązki maleje wraz z odległością, wiązka jest coraz szersza. W próżni, w oddali od przewężenia, kąt rozbieżności jest równy dyfrakcyjnej szerokość wiązki, jest zależny tylko od długości fali {\displaystyle (\lambda )} i szerokości wiązki w przewężeniu {\displaystyle (w)}:
{\displaystyle {\frac {\theta }{2}}={\frac {\lambda }{\pi w}}.}
Front fali wiązki gaussowskiej nie jest falą płaską, fala na osi wiązki wyprzedza fale poza osią wiązki. W ośrodku nieliniowym, w którym prędkość fali maleje przy wzroście amplitudy fali wiązka ma mniejszą rozbieżność niż w ośrodku jednorodnym, a w szczególności ulega samoogniskowaniu.
Przyjmując, że fala płaska pada na przysłonę, przyjmując przybliżenie, że bezpośrednio za przysłoną fala ma amplitudę 0, a w części nieprzesłoniętej 1. Z równań falowych wynika, że amplituda rozpływa się na granicy cienia, równania dyfrakcji są matematycznie zgodne z równaniem Schrödingera z mechaniki kwantowej, dyfuzji lub przepływu ciepła. Fala pojawia się w miejscu cienia, a jej amplituda w pobliżu cienia zmniejsza się, ale w przebiegu tym występują drgania. Otrzymane wzory są też zgodne z przybliżonymi wzorami otrzymanymi z fresnelowskiej teorii dyfrakcji fal.

## Zastosowania

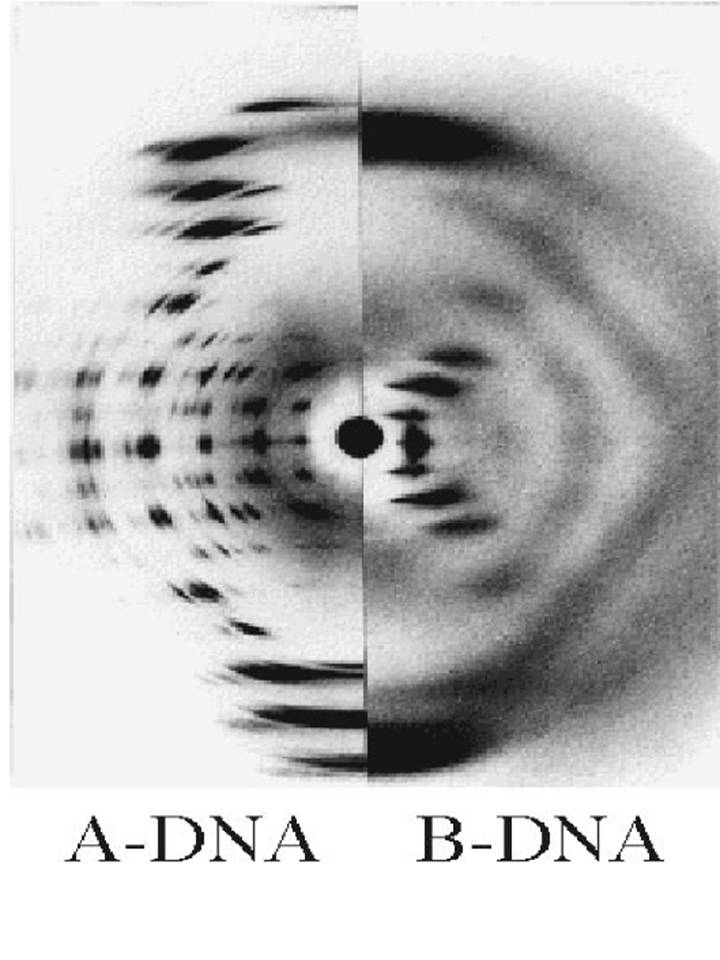
Zdjęcie dyfrakcji rentgenowskiej struktury cząsteczki DNA typu A i B

Dyfrakcja ma zastosowanie w wielu badaniach naukowych, w których pomiary przeprowadza się przez analizę rozchodzenia się fal. Na przykład w materiałoznawstwie dyfrakcja rentgenowska jest używana w nieniszczących testach w celu wykrycia i opisania struktury materiału, wewnętrznych złamań i niejednorodności materiału. Inżynieria szeroko wykorzystuje akustykę dyfrakcyjną do przewidywania własności akustycznych obiektów. W przemyśle lotniczym i obronnym dyfrakcja odgrywa znaczącą rolę w technologiach radarowych oraz w celu ukrycia obiektów przed radarami. W przemyśle naftowym i gazowym analiza fal sejsmicznych z uwzględnieniem ich dyfrakcji stanowi uzupełnienie metod opartych na refleksji sejsmicznej, jest rodzącą się technologią. Zastosowanie metod dyfrakcji sejsmicznej do wykrywania niejednorodności w pokładach geologicznych o małej skali (tj. pęknięć, wypukłości stratygraficznych i krawędzi kanału) może znacznie zmienić wynik badań. Przemysł zmierza w kierunku lepszego wykorzystania mniejszych i bardziej złożonych zbiorników roponośnych oraz znalezienia nowych, niekonwencjonalnych zasobów, w których kształtowaniu się istotną rolę odegrała szczelność przepuszczalność skał.
Analiza obrazu dyfrakcyjnego promieniowania rentgenowskiego dla DNA wykonane przez Raymonda Goslinga odegrały decydującą rolę w ustaleniu jego struktury w postaci podwójnej helisy przez Rosalindę Franklin, Jamesa Watsona i Francisa Cricka.

## Przykłady i konsekwencje dyfrakcji

### Dyfrakcja na pojedynczej szczelinie

Bieg promieni i wykres natężenia światła dla pojedynczej szczeliny

Dyfrakcja fali na wąskiej i nieskończenie długiej szczelinie jest dwuwymiarowym modelem dyfrakcji, który można łatwo realizować praktycznie. W doświadczeniu tym równoległa wiązka światła (np. z lasera) pada prostopadle na przepuszczającą pojedynczą nieskończenie długą i wąską szczelinę w całkowicie nieprzepuszczającym ekranie. Szczelinę, o szerokości {\displaystyle d,} można podzielić na jednakowe elementy. Zgodnie z zasadą Huygensa każdy punkt szczeliny, jest źródłem fali. Dla fali padającej prostopadle do szczeliny, fale wychodząc ze szczeliny, są zgodne w fazie. Między falami wytworzonymi przez źródła zachodzi interferencja, co powoduje wzmacnianie lub osłabianie światła dochodzącego do danego punktu ekranu z różnych fragmentów szczeliny.
Pierwsze minimum
Jeżeli źródło promieniowania i ekran są daleko od szczeliny, to można przyjąć, że promienie wychodzące z różnych miejsc szczeliny docierające do wybranego punktu ekranu są równoległe do siebie. Przybliżenie to jest nazywane interferencją dalekiego pola lub interferencją Fraunhofera.
Gdy różnica dróg fali ze skrajnego i środkowego elementu równa jest połowie długości fali, to fale z obu połówek szczeliny wygaszą się. Jeżeli wiązki są niemal równoległe, to różnica odległości pojawia się tylko przy wyjściu promieni ze szczeliny, wówczas:
{\displaystyle d\,\sin \theta _{\min }=\lambda .}
Dla małych kątów powyższa równość może być przybliżona do:
{\displaystyle \Delta \theta _{\min }={\frac {\lambda }{d}}.}
Dyfrakcyjna rozbieżność wiązki
Szerokość połówkowa natężenia fali w przybliżeniu leży w połowie minimum, co sprawia, że szerokość kątowa wiązki jest równa odległości od środka wiązki do pierwszego minimum. Dla szczeliny (generatora fali) znacznie większej od długości emitowanej fali powyższy wzór określający dyfrakcyjną rozbieżność wiązki jako:
{\displaystyle \Delta \theta _{\min }={\frac {\lambda }{d}}.}
Dyfrakcyjna kątowa szerokość (rozbieżność) wiązki jest tym większa im wiązka jest cieńsza w swoim przewężeniu, każda wiązka początkowo równoległa, ma rozbieżność większą od rozbieżności dyfrakcyjnej.
Dyfrakcyjne ograniczenie rozdzielczości (Kryterium Rayleigha)

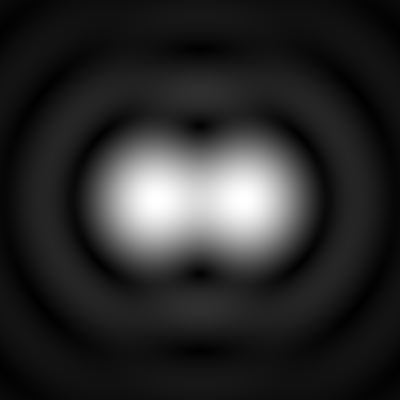
Komputerowy obraz dysków Airy dwóch punktowych źródeł światła odległych o kryterium Rayleigha widzianych przez okrągły otwór

Z dyfrakcji wynika maksymalna rozdzielczość układów rejestrujących fale w optyce zwane kryterium Rayleigha mówiące, że dwa punkty mogą być dostrzeżone jako oddzielne, jeżeli ich kątowa odległość jest większa od szerokości dyfrakcyjnej przyrządu optycznego, którym jest tworzony obraz. Dla obiektywu lub zwierciadła o średnicy {\displaystyle d} rozdzielczość kątowa w przybliżeniu wynosi:
{\displaystyle \varphi =1{,}22{\frac {\lambda }{d}}}
Dla pojedynczej szczeliny, w odległości znacznie większej od szerokości szczeliny, jasność w funkcji kąta odchylenia od osi przyjmuje postać:
{\displaystyle I(\theta )=I_{0}{\left[\operatorname {sinc} \left({\frac {\pi d}{\lambda }}\sin \theta \right)\right]}^{2},}
gdzie:
{\displaystyle I} – intensywność światła,
{\displaystyle I_{0}} – intensywność światła w maksimum, czyli dla kąta równego 0,
{\displaystyle \lambda } – długość fali,
{\displaystyle d} – szerokość szczeliny,
{\displaystyle \operatorname {sinc} (x)={\frac {\sin x}{x}}} jeśli {\displaystyle x\neq 0} i {\displaystyle \operatorname {sinc} (0)=1.}
Niepewność pomiaru wielkości opisujących fale
Przepuszczenie fali przez szczelinę dyfrakcyjną pozwala na określenie kierunku rozchodzenia się fali. Im mniejsza jest szerokość szczeliny, tym dokładniej można to zrobić. Jednocześnie zmniejszanie szczeliny powoduje, że trudniej jest określić energię fali, ponieważ rozprasza się ona na większy obszar. W efekcie iloczyn błędu określenia energii oraz błędu pomiaru kierunku musi być większy od pewnej stałej. Oznacza to, że istnieje granica dokładności pomiaru parametrów rozchodzącej się fali. Próba dokładniejszego określenia jednego z parametrów fali powoduje zwiększenie niepewności pomiaru drugiego sprzężonego z nim, i tak:
{\displaystyle \Delta k_{x}\Delta x\geqslant 2\pi ,}
{\displaystyle \Delta \omega \Delta t\geqslant 2\pi .}
Zjawisko to ma fundamentalne znaczenie, jeżeli weźmie się pod uwagę, że każda materialna cząstka jest falą. Zjawisko to w mechanice kwantowej odpowiada zasadzie nieoznaczoności. Dualizm korpuskularno-falowy powoduje, że możliwa jest obserwacja dyfrakcji cząstek materialnych. Eksperymenty udowodniły, że zjawisko to zachodzi dla elektronów i neutronów, jak i cząsteczek.
Wzory plamek

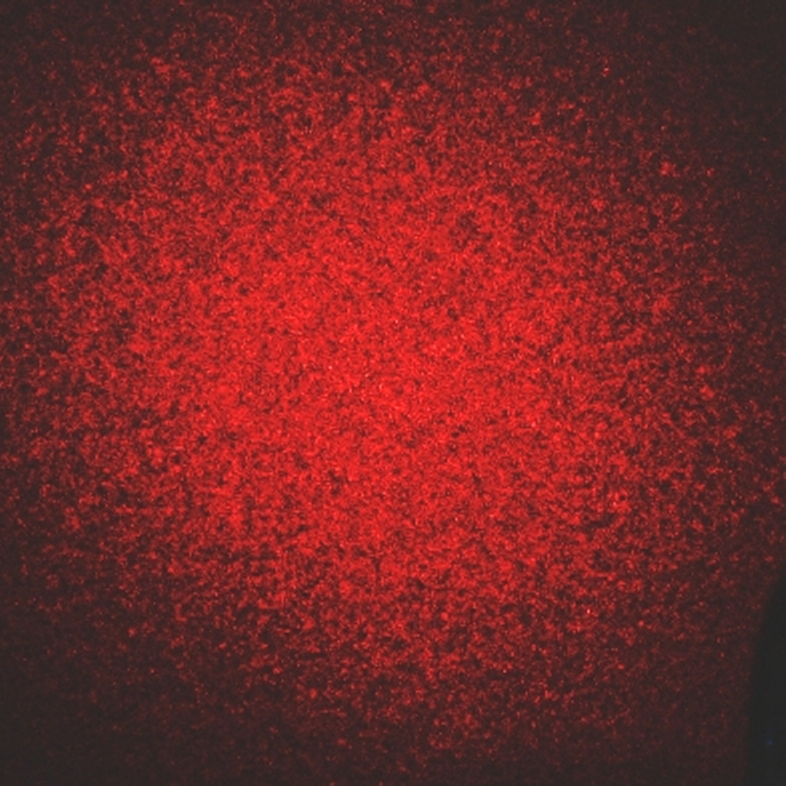
Wzory plamek sfotografowane przez odbicie światła lasera od plastikowej powierzchni

Wzory plamek występują w rozproszonych odbiciach światła monochromatycznego, takiego jak światło laserowe. Odbicia tworzące wzory plamek mogą wystąpić na materiałach takich jak papier, biała farba, szorstkie powierzchnie lub w niejednorodnych mediach z dużą ilością rozpraszających cząstek, takich jak emulsje, unoszący się w powietrzu pył lub w mętnych cieczach. Spójne światło, padając na nierówną powierzchnię, ulega odbiciu i dyfrakcji na elementach rozpraszających. Wiązki od poszczególnych elementów docierające do punktu obserwacji mają różne fazy i amplitudy, ich suma tworzy wypadkową falę, której amplituda, a zatem intensywność zależy losowo od miejsca obserwacji, tworząc wzór plamkowy.

### Dyfrakcja Fresnela na pojedynczym otworze

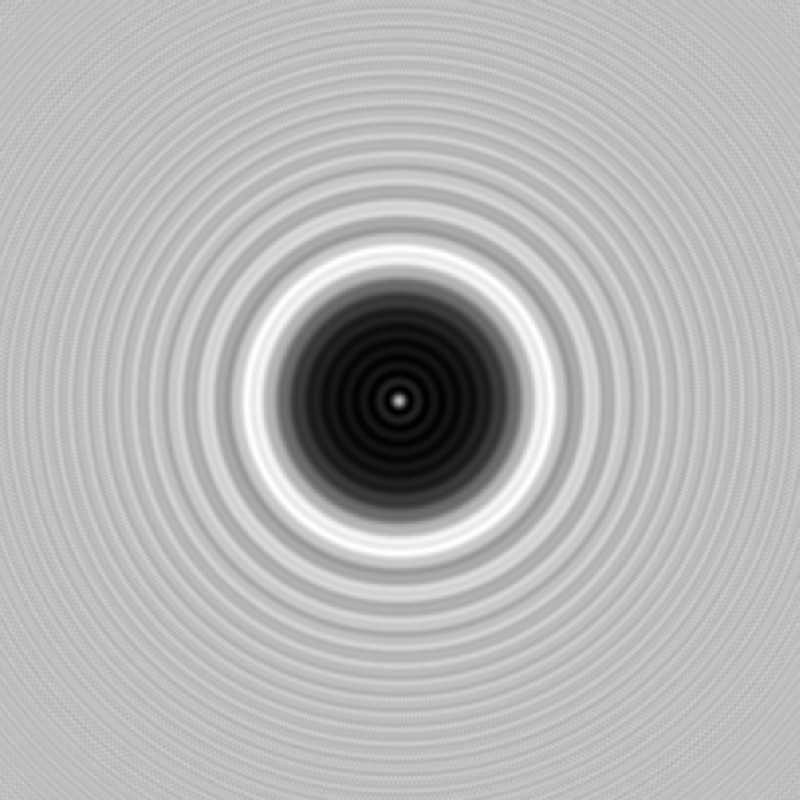
Obraz wygenerowany przez komputer przedstawiający cień dysku o średnicy 2 mm, ekran i źródło światła o długości fali 633 nm znajdują się w odległości 1 m od przysłony

Metoda określania obrazu fal w wyniku dyfrakcji, zapoczątkowana przez Fresnela, polega na podziale powierzchni źródła fali (szczeliny, otworu, otoczenia przysłony) na fragmenty, określane jako strefy Fresnela, emitujące fale w przeciwnej fazie przez co wygaszające się. Urządzeniem wykorzystującym strefy Fresnela do wzmocnienia fal poprzez przepuszczenie tylko fale docierających do odbiornika w zgodnej fazie jest płytka strefowa.
W zmatematyzowanej postaci metoda Fresnela polega na obliczeniu całek, umożliwiając obliczenie amplitudy fali w określonych miejscach.
Miejsca wygaszania i wzmocnienia się fal można określić bez odwoływania się do zaawansowanego aparatu matematycznego.
Zakładając, że na otwór pada fala płaska prostopadle do otworu, to by fale z kolejnych obszarów znosiły się, ich droga od otworu do analizowanego miejsca musi różnić się o pół długości fali. Określając liczbę stref Fresnela, można określić natężenie fali na osi układu. Jeżeli liczba stref {\displaystyle n} jest parzysta, to w centrum fale wygaszają się, gdy liczba stref jest nieparzysta, to w centrum jest jasny punkt. Gdy dyfrakcji ulega wiązka światła na okrągłej przysłonie, to w centrum cienia powstaje jasna plamka zwana plamką Arago (François Arago) lub plamką Poissona (Siméon Denis Poisson). Związek liczby stref Fresnela ze średnicą otworu lub przysłony określa przybliżony wzór:
{\displaystyle n={\frac {d^{2}}{4l\lambda }}.}
Gdy otwór dyfrakcyjny stanowi jedną strefę Fresnela, to promieniowanie całego otworu jest w zgodnej fazie, w centrum obrazu dyfrakcyjnego występuje maksimum. Układ taki występuje w odległości od otworu określonej wzorem:
{\displaystyle l>{\frac {d^{2}}{4\lambda }}.}
W takiej odległości można stosować przybliżenie Fraunhofera.

## Dyfrakcja na podwójnej szczelinie

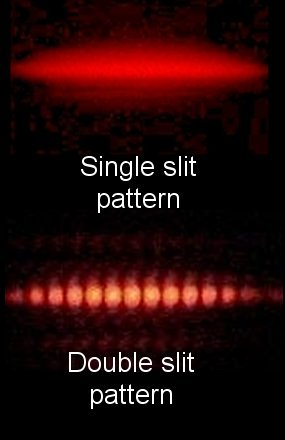
Obraz dyfrakcji na pojedynczej (górny) i podwójnej (dolny) szczelinie

Pierwszą najprostszą formę eksperymentu przejścia światła przez podwójną szczelinę, zwaną obecnie doświadczenie Younga wykonał Thomas Young w 1801 roku. Eksperyment ten był zaczątkiem do uznania w XIX w falowej teorii światła. Eksperymenty wzorowane na eksperymencie Younga, w których fala jest dzielona na dwie oddzielne fale, które później łączą się w jedną falę były wielokrotnie powtarzane z różnymi falami lub promieniowaniami, których falowość weryfikowano. W eksperymencie tym, jeżeli fale przechodzące przez szczeliny ulegają dyfrakcji i są spójne, to powstający obraz jest wzorem interferencyjnym.
Wzory interferencyjne na podwójnej szczelinie uzyskane dla elektronów i innych cząstek subatomowych są potwierdzeniem dualizmu korpuskularno falowego. Ponadto obserwuje się, że badane indywidua są wykrywanie indywidualnie w postaci dyskretnych przypadkowych rejestracji cząstek, co jest niewytłumaczalne przy użyciu mechaniki klasycznej.
Zaobserwowano interferencję na szczelinach potwierdzającą występowanie zjawisk kwantowych dla cząsteczek składających się z wielu atomów Największą, cząsteczką dla których przeprowadzono eksperyment podwójnej szczelinie były cząsteczki, z których każda zawierała 810 atomów, a jej masa atomowa ponad 10 000 jm.
Przejście światła lub materii przez dwie szczeliny jest też testem dla warunków spójności fal. W doświadczeniach, w których można określić, przez którą szczelinę, przechodzi foton lub cząsteczka, np. zamykanie i otwieranie ich na przemian, zamontowanie polaryzatorów itp., nie uzyskuje się wzorów dyfrakcyjnych.
Przejście cząstek przez układ szczelin jest też doświadczeniem myślowym do testowania teorii fizycznych, jedną z takich dyskusji prowadził Alberta Einsteina z Nielsem Bohrem w latach 40 XX w.

## Dyfrakcja na wielu szczelinach
Aby wzmocnić falę przechodzącą przez szczelinę stosuje się w optyce układy wielu takich szczelin, nazywane siatką dyfrakcyjną. Efekty optyczne od każdej szczeliny dodają się, przez co zachowanie fali zależy tylko od stałej siatki (odległości dzielącej najbliższe sobie rysy).
Zjawisko dyfrakcji zachodzi również, kiedy fale przechodzą przez wiele blisko siebie położonych warstw. Jeżeli odległość między warstwami jest stała, kolejne maksima fali można opisać zależnością:
{\displaystyle \sin \theta ={\frac {n\lambda }{d}},}
gdzie:
{\displaystyle d} – stała siatki,
{\displaystyle \theta } – kąt od osi wiązki światła,
{\displaystyle \lambda } – długość fali,
{\displaystyle n} – przyjmuje wartości całkowite dodatnie od 1,2,3,...
Dla promieniowania rentgenowskiego zjawisko to pozwala na obserwacje kolejnych warstw kryształu. W świetle widzialnym dyfrakcję na warstwach można obserwować jako rozproszenie światła białego na powierzchni płyty CD. Kolejne ścieżki tworzą następujące po sobie warstwy, na których fale o różnych kolorach, załamują się pod różnym kątem. W efekcie światło białe rozdziela się na poszczególne barwy.
Fala, która omija przeszkodę mniejszą niż długość fali, nie reaguje na tak mały obiekt. Fakt ten powoduje konieczność stosowania krótszych fal do obserwacji mniejszych przedmiotów. Aby obserwować strukturę krystaliczną materii, konieczne jest użycie fal rentgenowskich. Zjawisko dyfrakcji pozwoliło na rozwój krystalografii rentgenowskiej, dzięki której badano strukturę kryształów, odkryto także strukturę spirali DNA.

## Trudności techniczne
W procesie produkcji układów scalonych wykorzystuje się światło do rysowania kształtu obwodu elektrycznego na podłożu. Zjawisko dyfrakcji zmusza producentów mikroprocesorów do zastosowania fal dwa razy krótszych niż konieczna szerokość ścieżek struktury układu. Dla obwodów o dokładności 0,13 μm, oznacza to konieczność posłużenia się ultrafioletem. Jeżeli układy scalone mają się rozwijać zgodnie z prawem Moore’a, konieczne jest wdrożenie nowych technologii opierających się na falach coraz mniejszej długości. Światło ulega największemu załamaniu w narożach i zakrętach ścieżek maski, więc konstruktorzy obecnie tak modyfikują maskę w narożach otworów i na zakrętach ścieżek, by zminimalizować, a wręcz wykorzystać efekty dyfrakcji. Długość światła dobiera się tak, by pierwsze prążki interferencyjne równoległych ścieżek nie nakładały się w miejscach przerw między ścieżkami, poprawiono własności emulsji. Po dokonaniu tych zmian wyżej wymienione kryterium długości fali udało się złagodzić.

## Historia
Efekty dyfrakcji światła zostały po raz pierwszy dokładnie zaobserwowane i opisane przez Francesca Grimaldi, który wprowadził też pojęcie dyfrakcji, na podstawie łacińskiego słowa diffringere, „rozbić na kawałki”, odnosząc się do światła rozpadającego na granicy cienia przedmiotu umieszczonego w wiązce światła słonecznego. Książki Grimaldiego o świetle opublikowano w 1665 roku, po jego śmierci.
Newton znał zjawisko dyfrakcji podjął serię eksperymentów w nadziei odkrycia praw ilościowych rządzących tym zjawiskiem i dowodów na istnienie sił krótkiego zasięgu między światłem a materią. Niemożliwość Newtona do pomyślnego zakończenia części dotyczącej dyfrakcji była głównym powodem, dla którego publikacja Optyki została opóźniona o dwanaście lat. Newton opracował model dyfrakcji, zakładając, że „droga” prążków dyfrakcyjnych jest identyczna lub zbieżna z prostoliniową drogą promieni, które je wytworzyły. Kiedy odkrył, że to nie może być prawdą, uznał, że musi zacząć od nowa, starając się odkryć prawa leżące u podstaw dyfrakcji. Na tym etapie swojego życia był albo niechętny, albo niezdolny dopracowania zagadnienia dyfrakcji, kiedy w końcu napisał krótką sekcję o dyfrakcji i dodał zapytania. Nieopublikowane prace Newtona na temat dyfrakcji również dostarczają niezwykle szczegółowe spojrzenie na sposób, w jaki przeprowadzał eksperymenty i wykorzystywał swoje dane i obliczenia, aby wydedukować i odrzucić prawa dyfrakcji.

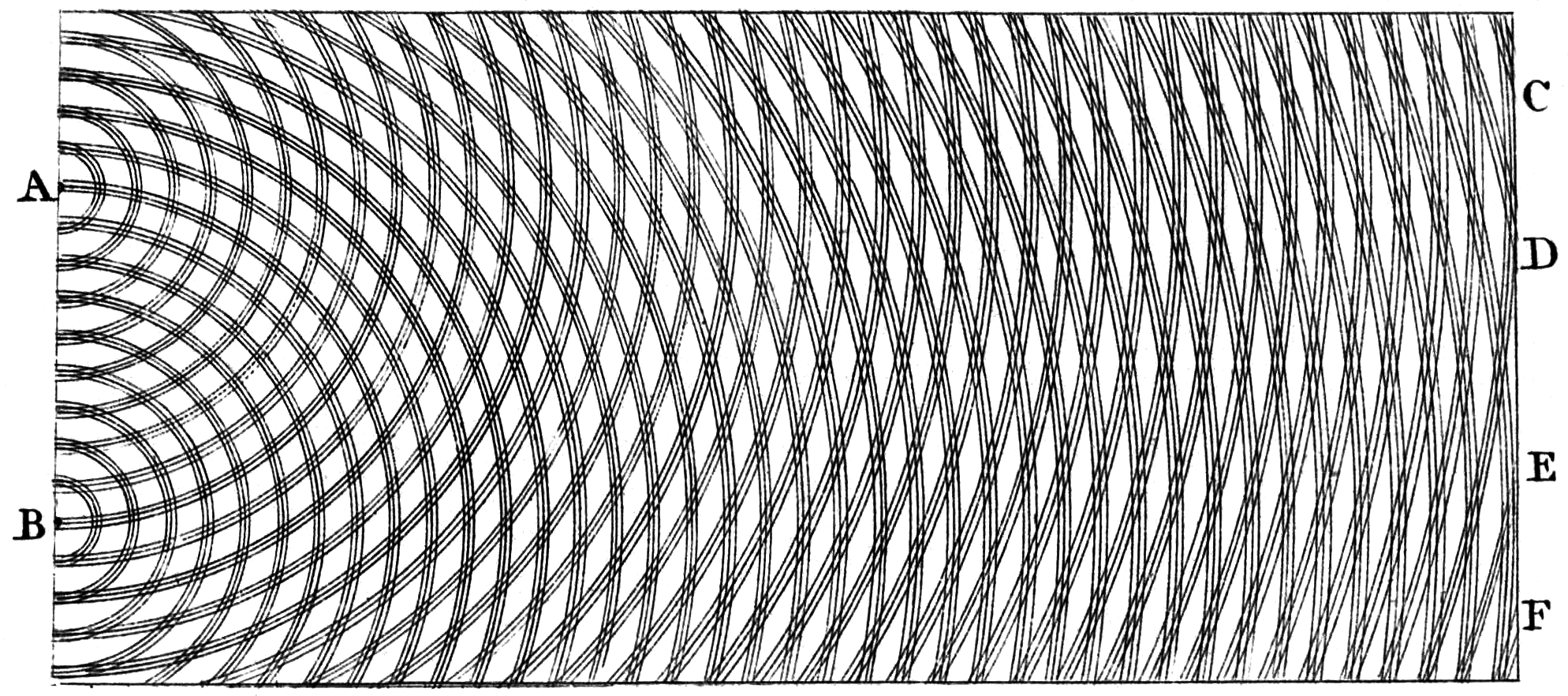
Szkic dyfrakcji na dwóch szczelinach, przedstawiony przez Thomasa Younga w Royal Society w 1803 roku

Pod koniec XVIII w. Thomas Young, badając zmysły słuchu i wzroku w celu zrozumienia ich działania, badał fale dźwiękowe i zapoznał się z optyką Newtona. Podejrzewał jednak, że światło, podobnie jak dźwięk, jest falą, przeprowadził doświadczenie, pokazując dyfrakcję i interferencję światła. W doświadczeniu tym światło słoneczne wpada przez niewielki otwór do zaciemnionego pomieszczenia. Na drodze światła umieścił kartkę papieru równolegle do kierunku biegu światła, rozdzielając światło na dwie wiązki. Na ekranie zaobserwował ugięcie światła oraz prążki interferencyjne na granicy cienia. Young uważał, że fala, przechodząc przez otwór, porusza się dalej prostoliniowo, ale za przeszkodą na granicy światła i cienia występuje przekazanie amplitudy światła prostopadle do jego kierunku rozchodzenia się (dyfuzja amplitudy), w wyniku czego w obszarze, w którym powinien być cień, powstają fale koliste. Powstawanie tych fal wywołuje zmiany amplitudy fali świetlnej w pobliżu granicy cienia.
W 1678 r. Christiaan Huygens zaproponował, że każdy punkt, do którego dochodzi fala świetlna, stał się źródłem fali sferycznej, a suma tych fal wtórnych decyduje o kształcie fali w dowolnym późniejszym czasie. Zakładał, że fale wtórne przemieszczają się tylko w kierunku „do przodu” i nie wyjaśnia, dlaczego tak się dzieje. Na podstawie tych założeń był w stanie dostarczyć jakościowe wyjaśnienie propagacji fali liniowej i sferycznej oraz wyprowadzić prawa odbicia i załamania za pomocą tej zasady, ale nie wyjaśnił odchyleń od propagacji prostoliniowej, które występują, gdy światło napotyka krawędzie, szczeliny i ekrany, znane jako efekty dyfrakcyjne.

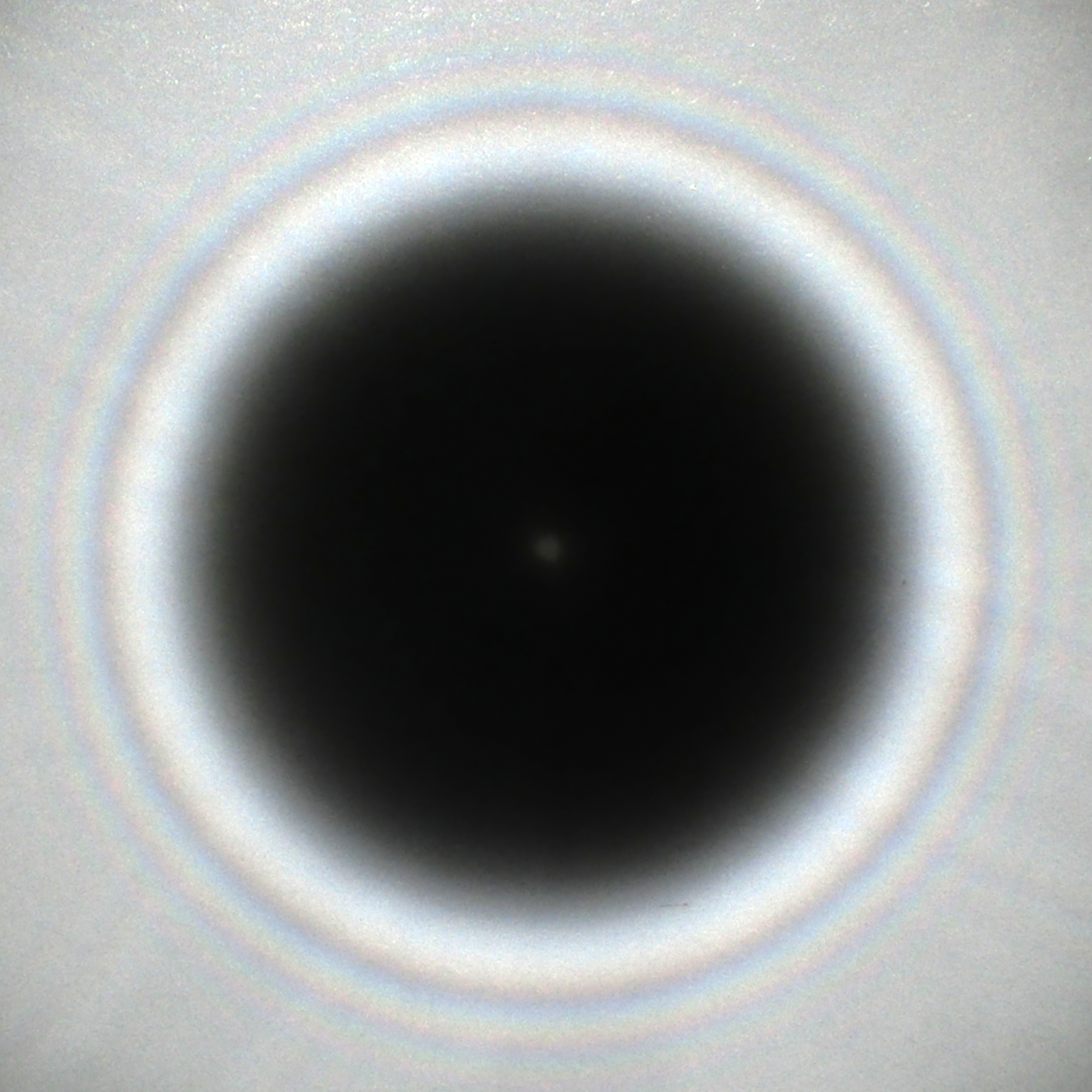
Cień dysku (5,8 mm) z plamką Arago w środku cienia. Odległość od źródła światła (punktowe 0,5mm) do dysku 153 cm, odległość od dysku do ekranu 183 cm

Falowa teoria światła Huygensa nie została uznana, przez blisko 200 lat uznawano korpuskularną teorię światła Newtona. W 1818 r. Augustin Jean Fresnel, przyjmując zasadę Huygensa wraz z własnymi zasadami interferencji, wykazał, że może wyjaśniać zarówno prostoliniową propagację światła, jak i efekty dyfrakcji. Aby uzyskać zgodność z wynikami eksperymentalnymi, przyjął dodatkowe arbitralne założenia dotyczące fazy i amplitudy fal wtórnych, a także, w celu wyeliminowania fali wstecznej współczynnik nachylenia. Założenia te nie mają oczywistych podstaw fizycznych, ale prowadziły do przewidywań, które zgadzały się z wieloma obserwacjami doświadczalnymi. Akademia Francuska powołała komitet do przeglądu prac Fresnela. Poisson, który był jego członkiem, zauważył, że teoria Fresnela przewiduje wystąpienie jasnego punktu w środku cienia małego dysku, z tego wywnioskował, że teoria jest nieprawidłowa. Jednak Arago, inny członek komitetu, przeprowadził eksperyment i pokazał, że przewidywania teorii są poprawne, a powstający w ten sposób punkt jest nazywany plamką Arago. Było to jedno z badań, które doprowadziły do zwycięstwa falowej teorii światła nad dominującą wówczas teorią korpuskularną.
Fresnel, analizując pole dyfrakcji w wybranym punkcie za otworem większym do połowy długości fali, wykreślił z wybranego punktu okręgi o promieniach będącymi kolejnymi wielokrotnościami połowy długości fali. Okręgi te podzieliły otwór będący tu źródłem fali na strefy zwane strefami Fresnela. Następnie analizował promieniowania, których strefy są w przeciwnych fazach i znoszą się. Metoda stref Fresnela jest stosowana w telekomunikacji i optyce. Prace Fresnela umożliwiły matematyzację dyfrakcji w oparciu o zasadę Huygensa. Ścisłe sformułowanie dyfrakcji w ujęciu Fresnela, w oparciu o równania falowe, podali H. Helmholtz i G. Kirchhoff.
W 1828 George Green wydał An Essay on the Application of Mathematical Analysis to the Theories of Electricity and Magnetism zawierającą twierdzenie Greena ułatwiające obliczenia całek związanych także z propagacją fal.
W 1834 George Biddell Airy opisał teorię zaobserwowanego wcześniej powstawania wokół gwiazdy obserwowanej przez teleskop pierścieni, zwanych na cześć odkrywcy plamką Airy’ego.
W 1837 Jacques Babinet w publikacji Optical Meteorology przedstawił zasadę zwaną zasadą Babineta, mówiącą, że obraz dyfrakcyjny otrzymany z przeszkody jest taki sam jak z otworu o takim samym kształcie i średnicy, różni się tylko natężenia światła.
W 1849 George Gabriel Stokes, irlandzki fizyk i profesor matematyki w Cambridge, opublikował pracę On the Dynamical Theory of Diffraction, w której jako pierwszy przedstawił prawidłową postać funkcji nachylenia dyfrakcji analitycznie.
W 1850–1854 Lord Kelvin (William Thomson) zorganizował publikację prac Greena.
W 1858 Hermann von Helmholtz opublikował On air vibrations in pipe with open ends. Helmholtz był bliskim przyjacielem Thomsona, a ich współpraca zaowocowała produktywnym okresem badań i wpływów między brytyjskimi i niemieckimi szkołami fizyki. W oparciu o prace Greena, Helmholtz stworzył całkę Helmholtza-Kirchhoffa dla fal monochromatycznych.
W 1874 Marie Alfred Cornu, analizując dyfrakcję cylindrycznych fal, wprowadził krzywą o nazwie klotoida.
W 1882 James Clerk Maxwell sformułował równania Maxwella ułatwiające zapis fal elektromagnetycznych.
W 1897 Lord Rayleigh przeanalizował różne przypadki dyfrakcji.
W 1924 Louis de Broglie opracował teorię fal materii.
W 1927 Clinton Joseph Davisson odkrył dyfrakcję elektronów w kryształach, potwierdzając tym teorię fal materii.
W 1933 Piotr Kapica i Paul Dirac zasugerowali, że zjawisko dyfrakcji elektronów powinno zachodzić też na stojącej fali elektromagnetycznej. Zjawisko to zostało nazwane efektem Kapicy-Diraca.
Po pracach Younga i Fresnela rozwijany był aparat matematyczny obu koncepcji. Koncepcje Fresnela zostały lepiej opracowane matematycznie niż koncepcje Younga. Chociaż podejście Younga ma bardziej intuicyjne odniesienie do ogólniejszych pojęć fizyki, w XIX w. było uważane za niepoprawne lub niedopracowane. Dopiero w XX w. polski uczony Wojciech Rubinowicz wykazał, że obie koncepcje prowadzą do matematycznie identycznych wniosków.